# Fissidens chiricahuensis
Fissidens chiricahuensis là một loài Rêu trong họ Fissidentaceae. Loài này được R.A. Pursell & B.H. Allen mô tả khoa học đầu tiên năm 2010.